# Toyota Celica
El Toyota Celica (pronunciado / sɛlɨkə /) es una serie de cupés deportivos fabricados por la empresa japonesa Toyota. El nombre se deriva de la palabra coelica que en latín significa «celestial». Este automóvil se empezó a fabricar en Japón en el año 1970. Considerado, junto con el Toyota Supra, uno de los mejores automóviles fabricados por Toyota.
A lo largo de su vida útil, el Celica fue propulsado por diferentes motores de cuatro cilindros. El cambio más significativo se produjo en 1986, cuando el diseño para conducir el coche cambió de tracción trasera a tracción delantera. Durante las tres primeras generaciones, los Celica se lanzaron al mercado de Estados Unidos con diferentes versiones de motores de la serie R de Toyota. Un modelo de cuatro ruedas motrices turbo (diseñado All-Trac Turbo en los EE. UU. o GT-Four en Japón y Europa). Este automóvil se ha producido desde 1986 hasta 2000. A través de siete generaciones, el modelo ha pasado por muchas revisiones y tenedores de diseño, incluyendo el Toyota Celica Supra (más tarde conocido como el Toyota Supra). El Celica estaba disponible como cupé, cupé Liftback, así como un modelo descapotable.

## Historia
El Celica fue diseñado originalmente para conductores de espíritu joven y que desearan algo más que un simple medio de transporte. El diseño del Celica comenzó en 1967, se presentó en el Salón del Automóvil de Tokio de 1970 y el vehículo fue lanzado al público en el mismo año. Basado en el prototipo Ex-1 Coche del futuro, su estilo era absolutamente revolucionario para la época e influyó de forma notable en el establecimiento del segmento del mercado de deportivos del segmento D asequibles, potentes y fiables.
El Celica original estaba equipado con un motor de carburación de cuatro cilindros de 1,6 litros. Solamente disponible en acabado ST y cupé de dos puertas, el Celica era la versión Toyota del Mustang. En Alemania al Opel Manta, (posteriormente substituido por el Opel Calibra), se le conoce como el Celica de Opel o el Celica alemán. El Celica se vendió bien desde el principio, su primer cambio importante tuvo lugar en 1974 con la adición del modelo de GT. El modelo GT venía con un motor de dos litros que, en distintas versiones, se montaría en los Toyota Celica durante los 11 años siguientes.

## Primera generación (A20/A35, 1970-1977)
La primera generación del Celica fue lanzada al mercado japonés a fines de 1970, y estaba destinada a ser una alternativa más accesible frente a los coches deportivos de Toyota, el Toyota 2000GT.
Se vio en octubre de 1970 en el Salón del Automóvil de Tokio y empezó a ser comercializado en diciembre del mismo año. El Celica es un vehículo personal que hacía hincapié en el estilo y la diversión al volante. 
Para los mercados de exportación, el Celica fue ofrecido en tres niveles diferentes modelos; LT, ST y GT. La menor LT fue equipado con un único carburador de cuatro cilindros 2T desplazando al motor 1600 cc, mientras que el ST llegó con una corriente de aire descendente con doble carburador del motor 2T-B. El GT, era el modelo con mayor potencia tenía un motor DOHC de 1600 cc equipado con Mikuni de dos carburadores Solex.
En su introducción, el Celica estaba disponible como cupé y sedán. El Toyota SV-1 Liftback se mostró como un concept car en el Tokio Motor Show de 1971. Con ligeras modificaciones, este modelo fue introducido en Japón en abril de 1973 como el 2000 RA25 cc y 1600 cc Liftbacks TA27. Fue entonces exportados a Europa en forma de dirección derecha como Liftback 1600 cc. El Toyota RV-1 también se mostró en el Tokio Motor Show del 1971, pero no llegó a la producción.
La primera generación de Celica pueden subdividirse en dos modelos. El primero de ellos era el original con la nariz inclinada. Esto es solo para el modelo Cupé, TA22, RA20, y RA21. Estos modelos fueron lanzados desde 1970 hasta 1975 y fueron equipados con el 2T, 2T-G 1,6 litros o 2,0 litros de motor 18R. Tenían una distancia entre ejes. La segunda serie tenía una nariz plana y ligeramente mayor distancia entre ejes. Este modelo apareció en Japón en 1974.
El Celica fue para América del Norte en 1971 ST fue accionado para albergar un motor de 1,9 litros 8R.El GT incluye una línea de 5 velocidades de transmisión manual, franjas GT rocker panel, y llantas de acero de estilo con anillos de cromo de corte. A mediados de 1974 se produjeron cambios menores en el Celica en el asiento. La transmisión automática se convirtió en una opción en América del Norte los modelos ST y LT a partir del año 1973.

### Rediseño de 1975
En octubre de 1975 la alineación Celica todo se le dio un lavado de cara, con un parachoques delantero revisado y arreglo de la parrilla. Los nuevos modelos en todo el mundo el RA23 (RA24 en EE. UU.) para el cupé, y en todo el mundo RA28 (RA29 en EE. UU.) para el Liftback.
El Liftback fue introducido en el mercado japonés en abril de 1973, pero no hasta 1976 para los modelos de exportación. Modelos para el mercado de origen Liftback son 1600ST, 1600GT (TA27), 2000ST, y 2000GT (RA25 y el RA28). El Liftback americano es un RA29 (GT) de 2,2 litros con motor 20R. Todos los modelos Liftback, que se conoce comúnmente como la forma de la 'Mustang', tienen la nariz plana. Aunque no existe una "B", las ventanas traseras no ruedan hacia abajo (como en el modelo cupé).
A pesar de que tenía el mismo aspecto, hubo algunas diferencias de menor importancia. El cupé Facelifted RA23 está codificado con un motor 18R, o RA24 con un motor 20R. También está disponible era la TA23, que era similar a la RA23, pero con la serie T-motor.RA23. El Celica TA22 también tenía respiraderos extraíbles montados en el capó, faltaba en los modelos RA23 y RA28. La serie AR también tenía una nariz alargada para acomodar el motor más grande. Los respiraderos de la puerta, tapón del depósito de combustible, y el interior son también diferentes entre el TA y la serie AR.

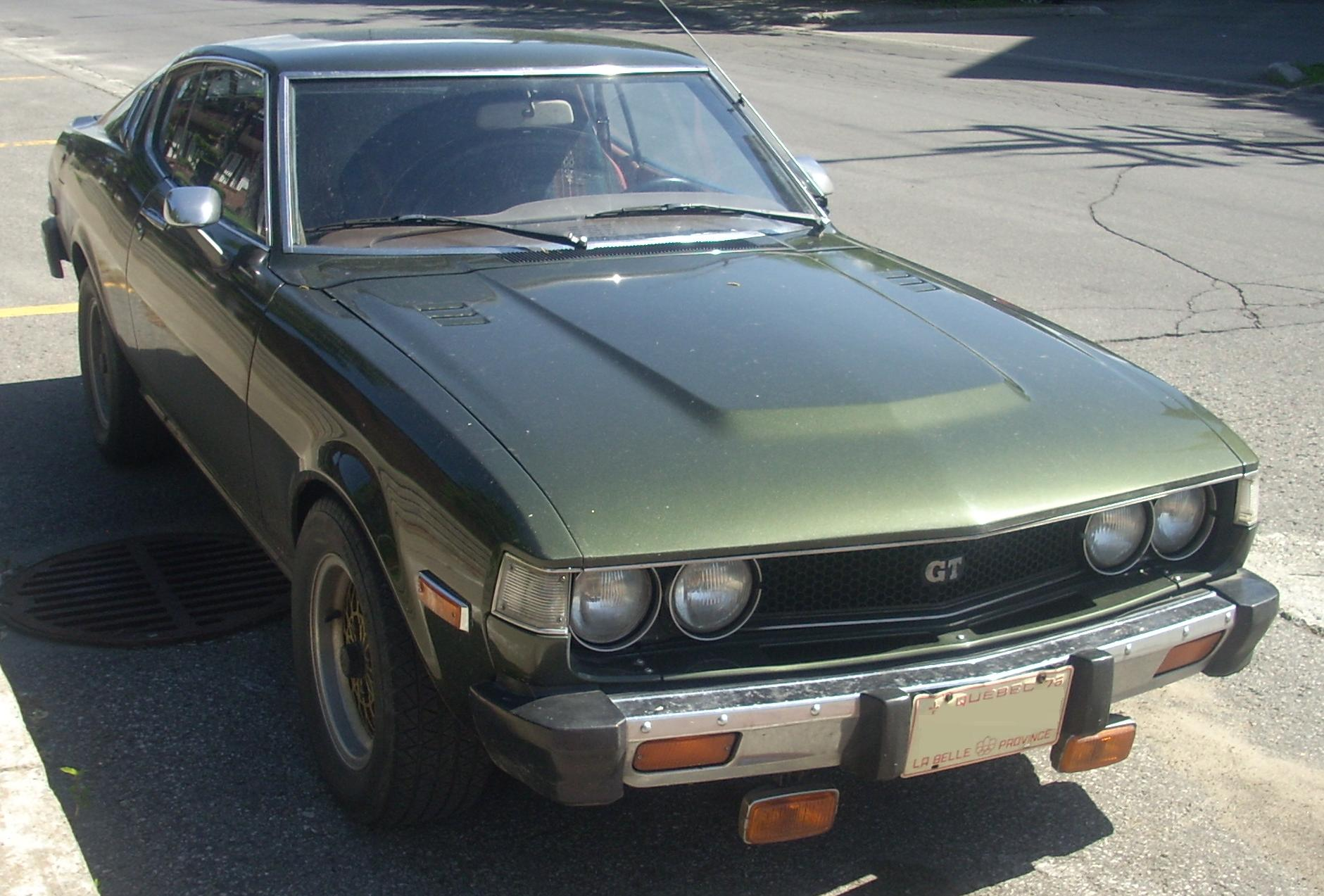
1976 Toyota Celica GT (RA29)

En 1976, la línea de Celica se aumentó con la adición del modelo liftback, disponible solamente en versión GT. El paquete de GT incluyó el motor más potente, una dirección más deportiva, suspensiones mejoradas, etc. El modelo del liftback se comercializó como un vehículo del tipo sport-turismo, ofreciendo una mayor comodidad y capacidad de maletero que los otros modelos.
Para 1976-1977, el Liftback fue lanzado con el Toyota-R engine 18R-G (excepto las de EE. UU.) con una cabeza de Yamaha y de rodadura. Este motor produce una potencia considerablemente más que la 18R-C. Su potencia máxima se acerca @ 6000 rpm.
El Liftback era llamado el "Mustang japonés" o "Mustang Celica" debido a las similitudes de estilo con el Ford Mustang, incluyendo las luces traseras de triple barra que son la firma Mustang una señal de estilo y en general los homenajes a los músculos de la era del coche.
En Australia, el Celica fue lanzado por primera vez con motor de 1,6 L 2T. Más tarde el Celica fue lanzado con el motor 2.0 L 18R.
La primera entrada de Celica en el Campeonato Mundial de Rally fue en el RAC Rally de 1972, cuando conducía un Ove Andersson TA22 1600GTV quedó en el noveno lugar.

## Segunda generación (A40, 1978-1981)
El Celica fue lanzado en 1978 (la producción comenzó a finales de 1977), y fue de nuevo disponible en Cupé y forma Liftback. La Copa ya no era un techo rígido. David Stollery era responsable de su diseño.
La segunda generación Celica fue lanzada en 1978, y estaba otra vez disponible en las versiones ST y GT, ambas movidas por nuevos motores de 2.2 litros. Esta nueva generación ofreció mayor seguridad, potencia y economía que modelos anteriores. De 1979 a 1981 la empresa Griffith en los EE. UU que ofrecía un estilo Targa de conversión convertible a la Cupé. Fueron llamados los SunChaser y tenía una tapa extraíble y un techo trasero plegable, al igual que el 67 Porsche 911 Targa. Se vende a través de concesionarios Toyota.
En 1978, Toyota comenzó la producción de la marca I, el Toyota Supra en Japón, como Toyota Celica XX. El año en que debutó en Estados Unidos y en Japón fue en 1979. El EE. UU Mark I (código de chasis MA46) fue equipado con un 2.6 L (2563 cc) de 12 válvulas SOHC motor de 6 cilindros en línea (4M-E). Simultáneamente en 1979 la marca japonesa I (código de chasis MA45) se ofrecen con un 2.0 L de 12 válvulas. Ambos fueron los primeros motores Toyota equipados con inyección electrónica de combustible.

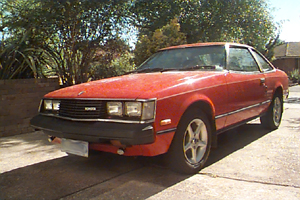
Series B Toyota Celica 1979-1981

La segunda generación de Celica también se pueden dividir en dos series de edición (conocida como la Serie A y Serie B). Estos dos Celicas solo se distinguen por su aspecto - ambos con la misma cilindrada. Celica Serie A (1978-1979) fueron puestos en libertad con faros redondos y defensas cromadas para las categorías inferiores. Los grados superiores, como todos los modelos GT. El Celica Serie B (1979-1981) fue puesto en libertad con los faros cuadrados y los topes de caucho negro.
El motor para los modelos de América del Norte fue proporcionada por un motor de 2,2 L 20R tanto para ST y los modelos GT. Japón y otros mercados, contaba con 1,6, 1,8 y 2,0 litros. Esta nueva generación ofrecía más seguridad, energía y economía de combustible que los modelos anteriores, y fue galardonado como "Motor Trend Auto (Importado del Año)" para 1978. Los modelos japoneses el ET, LT, ST, SE, XT, GT y GTV. El GT y GTV tiene un motor 18R-G Twincam. A finales de 1978, el GTV fue sustituido por el GT Rally.
En 1980, una versión de cuatro puertas fue anunciado, conocido como el Toyota Celica Camry. Este modelo fue un Toyota Carina. El Toyota Camry se separó de su propio modelo, dos años después.
Había alrededor de 70 modelos diferentes de 2.ª generación de Celica jamás vendida en Japón, aunque en un momento había 49.

## Tercera generación (A60, 1982-1985)
1982 vio la introducción de la tercera generación del Celica. El diseño fue modificado considerablemente respecto a los modelos anteriores y la motorización mejorada con nuevos motores de 2.4 litros. En 1983, Toyota agregó el modelo GT-S a la línea del Celica mejorar la imagen de deportividad que el Celica había perdido como consecuencia del aumento del tamaño y peso respecto a modelos anteriores. El GT-S incluía llantas y neumáticos más grandes, suspensión más deportiva, y retoques deportivos interiores incluyendo asientos especiales y volante y palanca de cambios de piel.

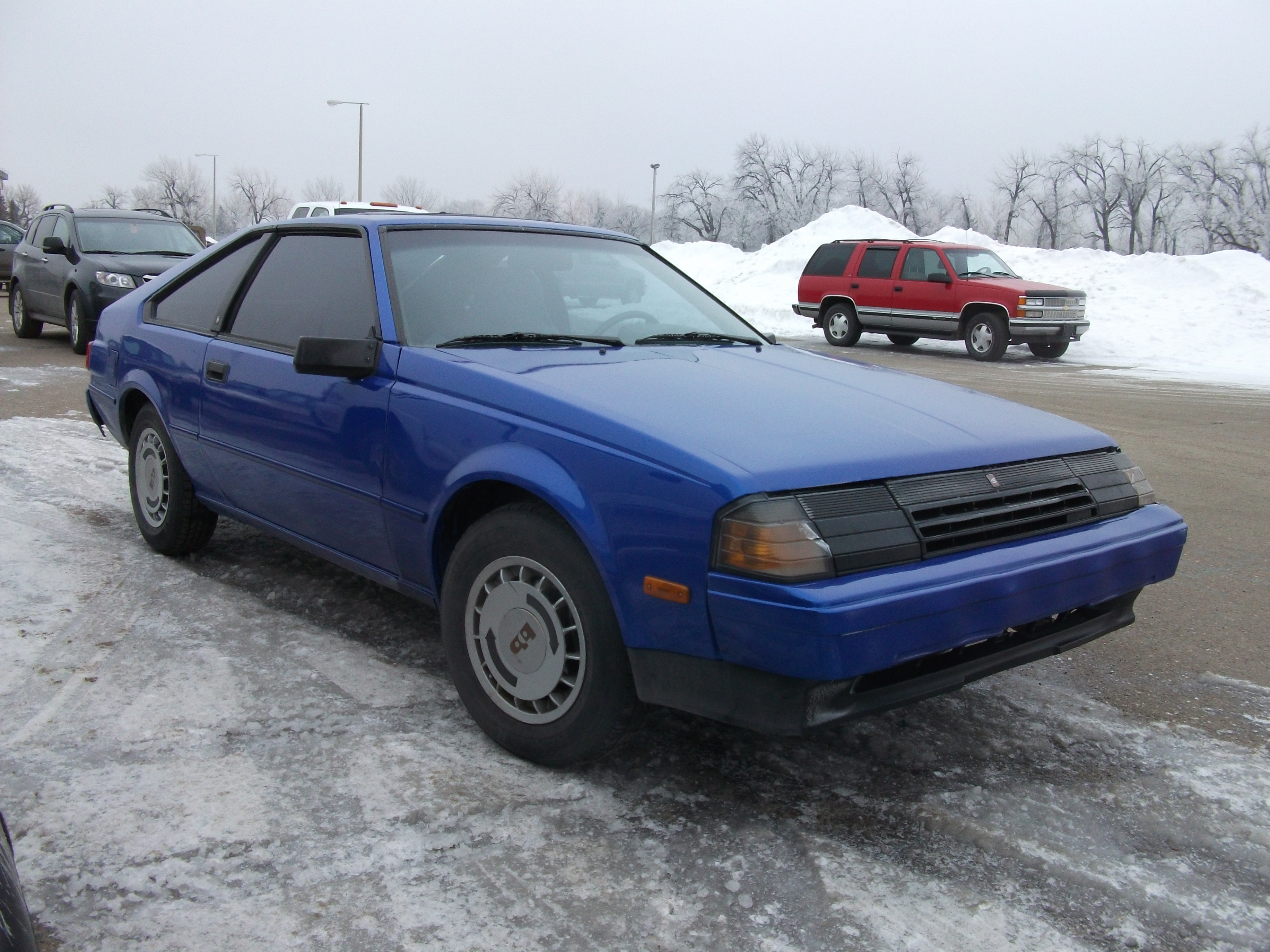
Versión GT.

## Cuarta generación (T160, 1985-1989)
En 1985 aparece la cuarta generación, el Celica cambia totalmente. Era un vehículo completamente nuevo con tracción delantera, redondeado, un cuerpo fluido y nuevos motores twin-cam de cuatro cilindros y 2.0 litros. El nuevo Celica estaba disponible ahora en versiones ST, GT y GT-S, todas disponibles como modelos cupé o Liftback. El ST y el GT se comercializaron con un motor 116cv, mientras que el GT-S fue dotado de una versión de 135cv del mismo motor de 2.0 litros. La tracción delantera y la suspensión independiente de las cuatro ruedas hacían del Celica un deportivo de los más versátiles.
En 1988, Toyota introdujo el "último Celica", el All-Trac Turbo / GT-Four. Con tracción integral a las 4 ruedas y motor turbo alimentado de 2.0 litros, tomó inmediatamente su lugar como buque insignia de la gama Celica.

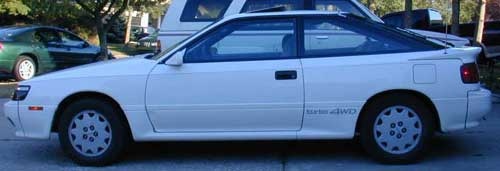
Modelo Celica GT-Four (ST165) 1988.

## Quinta generación (T180, 1990-1993)
La generación siguiente del Celica, la quinta, fue introducida en 1989, para su primer modelo en 1990. Se revisó el diseño, se aumentó el tamaño de las ruedas y los neumáticos, y se le dotó de mayor potencia. Los motores de las versiones GT y GT-S se aumentaron a 2.0 litros, mientras que la versión ST se dotó de un motor de 1.6 litros DOHC 16 válvulas. El Celica recibió un nuevo estilo orgánico Super Round, ruedas y neumáticos mejorados, un GT-Four más potente (All-Trac Turbo en los EE. UU.) con un mejor sistema de enfriamiento y, solo para el mercado japonés, los modelos con dirección en las cuatro ruedas (4WS). Los ingenieros de Toyota afirmaron que el estilo redondo y la falta de bordes rectos aumentaban la resistencia sin agregar peso. El estilo fue posteriormente copiado por otros fabricantes. 
Los modelos del mercado japonés ahora eran SR, ZR, GT-R, Active Sports (primer Toyota con Toyota Active Control Suspension), y GT-Four. El SR y el ZR estaban propulsados por un motor 3S-FE, mientras que el GT-R y Active Sports venían con un 3S-GE. El 3S-GTE en el GT-Four cuenta con un intercooler aire-aire y un turbocompresor de entrada doble CT26 para eliminar la interferencia de los gases de escape. 
Quizás, de las mayores ventajas en los motores de inyección equipados en el Celica (4AFE, 3SFE, 3SGE, 3SGTE, 5SGE, 5SGTE, etc.), es que la construcción y preparación de los mismos se enfocó no solo en aprovechar rendimiento de combustible, sino una mayor durabilidad del cuerpo motriz, llevando a que se contara con piezas ajustadas a punto para soportar grandes presiones, como lo puede ser el cigüeñal forjado, el cual se encuentra en todas las versiones. Los frenos ABS estaban disponibles en todos los modelos, al igual que numerosos detalles de lujo. 
El GT-Four del mercado japonés tiene 165 kW (221 hp) y 304 N⋅m (224 lb⋅ft) de torque, como resultado de un avance de encendido más agresivo y una turbina cerámica. El sistema 4WD de tiempo completo en el GT-Four tiene un diferencial central de deslizamiento limitado de acoplamiento viscoso y un diferencial trasero Torsen. Con su interior de cuero, sistema de sonido de diez altavoces, etc., el All-Trac / GT-Four era el Celica más caro. Con su motor de 208 cv turbo alimentado, era también el Celica más potente hasta el momento. Es de recalcar que la versión GT-Four es la más admirada por los apasionados de Toyota y el automovilismo en general, pues dicho vehículo fue referente del World Rally Championship por muchos años.
| Modelos de la 5.ª Generación | Modelos de la 5.ª Generación                             | Modelos de la 5.ª Generación                             | Modelos de la 5.ª Generación | Modelos de la 5.ª Generación | Modelos de la 5.ª Generación       | Modelos de la 5.ª Generación                       | Modelos de la 5.ª Generación                         | Modelos de la 5.ª Generación |
| Código de chasis             | Modelo(s)                                                | Tipo de carrocería                                       | Tipo de tracción             | Motor                        | Potencia                           | Torque                                             | Mercados                                             | Precio en Japón (¥1000)      |
| ---------------------------- | -------------------------------------------------------- | -------------------------------------------------------- | ---------------------------- | ---------------------------- | ---------------------------------- | -------------------------------------------------- | ---------------------------------------------------- | ---------------------------- |
| AT180                        | ST-i (Europe), ST (North America, General)               | Coupe, Liftback                                          | 2WS, FWD                     | 4A-FE                        | 77 kW (105 CV) a 6000 rpm          | 138 Nm (101 lb-ft) a 4800 rpm                      | Europe, North America, General                       | –                            |
| ST182                        | S-R                                                      | Liftback                                                 | 2WS, FWD                     | 3S-FE                        | 93 kW (126 CV)                     | 186 Nm (137 lb-ft) a 4400 rpm                      | Japan                                                | 1464                         |
| ST182                        | Z-R                                                      | Liftback                                                 | 2WS, FWD                     | 3S-FE                        | 93 kW (126 CV)                     | 186 Nm (137 lb-ft) a 4400 rpm                      | Japan                                                | 1608                         |
| ST182                        | GT-R                                                     | Liftback                                                 | 2WS, FWD                     | 3S-GE                        | 121 kW (165 CV) a 6800 rpm         | 191 Nm (142 lb-ft) a 4800 rpm                      | Japan                                                | 1880                         |
| ST182                        | 2.0 GT-i 16                                              | Liftback (all), convertible (Europe only)                | 2WS, FWD                     | 3S-GE                        | 118 kW (160 CV) a 6600 rpm         | 186 Nm (137 lb-ft) a 4800 rpm                      | Europe, Middle East                                  | –                            |
| ST182                        | 2.0 GTS-i 16                                             | Liftback wide-body                                       | 2WS, FWD                     | 3S-GE                        | 118 kW (160 CV) a 6600 rpm         | 186 Nm (137 lb-ft) a 4800 rpm                      | Belgium, The Netherlands                             | –                            |
| ST183                        | 4WS S-R                                                  | Liftback                                                 | 4WS, FWD                     | 3S-FE                        | 93 kW (126 CV) a 6600 rpm          | 186 Nm (137 lb-ft) a 4400 rpm                      | Japan                                                | 1554                         |
| ST183                        | 4WS Z-R                                                  | Liftback                                                 | 4WS, FWD                     | 3S-FE                        | 93 kW (126 CV)                     | 186 Nm (137 lb-ft) a 4400 rpm                      | Japan                                                | 1698                         |
| ST183                        | 4WS GT-R                                                 | Liftback                                                 | 4WS, FWD                     | 3S-GE                        | 121 kW (165 CV) a 6800 rpm         | 191 Nm (142 lb-ft) a 4800 rpm                      | Japan                                                | 1970                         |
| ST183                        | Active Sports                                            | Liftback                                                 | 4WS, FWD                     | 3S-GE                        | 121 kW (165 CV) a 6800 rpm         | 191 Nm (142 lb-ft) a 4800 rpm                      | Japan                                                | 3200                         |
| ST183                        | 4WS convertible, 4WS convertible Type G                  | Convertible                                              | 4WS, FWD                     | 3S-GE                        | 121 kW (165 CV) a 6800 rpm         | 191 Nm (142 lb-ft) a 4800 rpm                      | Japan                                                | 2605                         |
| ST184                        | GT (North America), SX (Australia)                       | Convertible (North America only), Coupe & Liftback (all) | 2WS, FWD                     | 5S-FE                        | 97-101 kW (132-137 CV) a 5400 rpm  | 196 Nm (145 lb-ft) a 4400 rpm                      | U.S., Canadá, Australia                              | –                            |
| ST184                        | GT-S                                                     | Liftback wide-body                                       | 2WS, FWD                     | 5S-FE                        | 97-101 kW (132-137 CV) a 5400 rpm  | 196 Nm (145 lb-ft) a 4400 rpm                      | North America, Tailandia, Hong Kong                  | –                            |
| ST185                        | GT-Four, GT-Four V                                       | Liftback narrow-body                                     | 2WS, 4WD                     | 3S-GTE                       | 165 kW (224 CV) a 6000 rpm         | 304 Nm (224 lb-ft) a 3200 rpm                      | Japan                                                | 2685                         |
| ST185                        | GT-Four A, Turbo All-Trac, Turbo 4WD                     | Liftback wide-body                                       | 2WS, 4WD                     | 3S-GTE                       | 149-165 kW (203-224 CV) a 6000 rpm | 271 Nm (200 lb-ft) – 304 Nm (224 lb-ft) a 3200 rpm | Japan, Europe, North America, Australia, New Zealand | 2900                         |
| ST185                        | GT-Four RC, Turbo 4WD Carlos Sainz, GT-Four Grp A Rallye | Liftback wide-body                                       | 2WS, 4WD                     | 3S-GTE                       | 153-173 kW (208-235 CV) a 6000 rpm | 271 Nm (200 lb-ft) – 304 Nm (224 lb-ft) a 3200 rpm | Japan, Europe, Singapur, Australia, New Zealand      | 3171                         |

También de la versión GT-Four, existe una versión "N1", de la cual solo se produjeron 100 unidades, las cuales contaban con 375CV, desplazados con una tracción integral, al igual que su rival de carrera Subaru Impreza. A su vez, Carlos Sainz, reconocido piloto de automovilismo, dejó legado, al tener también su propia edición de Toyota Celica GT-Four, siendo este de unidades escasas y muy aclamado entre coleccionistas del mundo automotor.

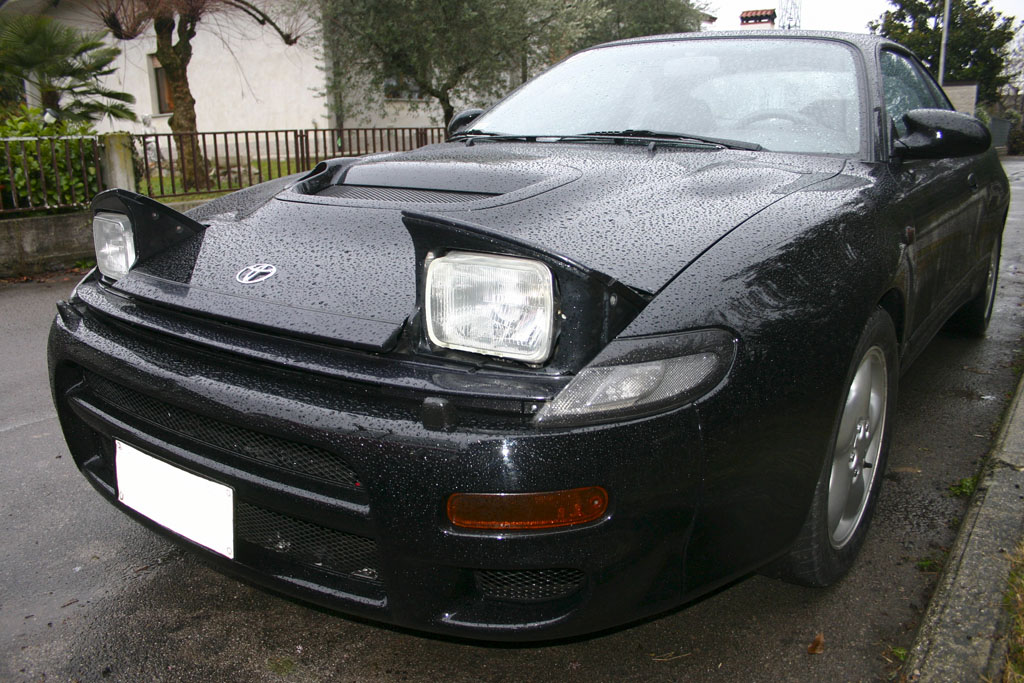
1992 Toyota Celica GT-Four "Carlos Sainz".

En agosto de 1991, Toyota renovó el Celica para el año modelo 1992. Los cambios incluyeron:
- Se agregó una barra estabilizadora más rígida y se aumentaron las tasas de los resortes de suspensión.
- Convertidor catalítico de tres vías nuevo.
- Emblemas de elipse de Toyota en el capó y el maletero.
- Rediseño de luces traseras (con marco rojo humo).
- Articulación de marchas mejorada y cambio de marchas más corto.
- Los modelos del mercado japonés recibieron cinturones de seguridad traseros de 3 puntos.
- Nuevo 5S-FE, que produce 100 kW (134 hp) y 196 N⋅m (145 lb⋅ft) de torque.
- Los discos delanteros ahora eran de 277 mm (10,9 pulgadas) y estaban ventilados.
- Los modelos de tracción delantera (excepto el Liftback GT-S de cuerpo ancho, que usaba el mismo parachoques delantero que los modelos 4WD) recibieron un parachoques de nuevo estilo.
- La versión de exportación GT-Four / All-Trac Turbo y GT-S conservaron el aire acondicionado automático, pero el interruptor del ventilador con botón pulsador fue reemplazado por el tipo rotativo más convencional.
- Los modelos North American GT y Australian SX recibieron luces antiniebla estándar.
- Rines de 15 pulgadas en los modelos ZR, GT y SX equipados con neumáticos Dunlop 205/55VR.
- Modelos del mercado japonés descontinuados: 4WS SR, Active Sports y GT-Four de cuerpo estrecho.
- El A se eliminó del GT-Four A y el modelo turbo de cuerpo ancho se conocía simplemente como GT-Four .
- Nuevos faros antiniebla redondos para el mercado japonés GT-Four.
- El mercado japonés solo GT-Four Rally usa la carrocería ancha.
- El paquete de control de crucero, el paquete SD y el paquete de lujo se volvieron opcionales en los modelos ZR, GT-R y GT-Four del mercado japonés.

Para la homologación FIA WRC Group A, la edición especial de rally de 5000 unidades denominada Celica GT-Four RC se lanzó en Japón en septiembre de 1991. Los modelos de exportación se denominarían Carlos Sainz (CS) Limited Edition en Europa (en honor a su famoso World Rally Champion) o Grupo A Rallye en Australia.
Las características especiales incluyen:
- Un intercooler diferente (agua-aire en lugar de aire-aire) que quería el Toyota Team Europe para poder tunear más fácilmente su coche WRC.
- Campana diferente, cuyo énfasis es eliminar el calor lo más rápido posible (en lugar de aspirar aire, como es el caso de la campana ST185 estándar).
- ECU ajustada de forma más agresiva.
- Estilo diferente de parachoques delantero que es mucho más liviano y tiene más aberturas que el del GT-Four normal con intercooler aire-aire.

De las 5000 unidades, 1800 se quedaron en Japón, 3000 en los países europeos seleccionados, 150 se enviaron a Australia, 25 se enviaron a Singapur y algunas se exportaron a Nueva Zelanda y otros mercados.

## Sexta generación (T200, 1994-1999)

### Toyota Celica VI GT[3]
Para 1994 sale la sexta generación. El Celica estaba solamente disponible en las versiones ST y GT, pero la adición del "paquete deportivo" al GT hacía las veces de versión GT-S. El modelo All-Trac o GT-Four que se utilizó en el rally, se eliminó y no existió versión convertible ya que su potencia superaba el límite de velocidad para la versión cabriolet.
El Celica GT (94-99 ST202), con el motor 3S-GE 2.0 de 175 CV fue una versión deportiva muy cómoda debido a sus prestaciones con suspensión independiente trasera, techo eléctrico, cuero, climatizador automático, doble airbag, etc.
Las últimas unidades que no llegaron a Europa, montaban un motor 3S-GE 2.0 BEAMS, en específico la versión 3S-GE BEAMS Redtop con potencia de 200 CV denominado como SS-III, con tapa de balancines roja, tracción delantera y alimentación aspirada. También en su versión superior contaba con climatizador, suspensiones SuperStrut (característica que adoptó de su hermano mayor, el GT-Four ST205), faros delanteros de lupa y faros traseros con indicadores blancos, autoblocante de disco, cuadro de relojes con fondo blanco y posantes de las puertas metálicos.

### Toyota Celica VI GT-Four[4]
Considerado igual que el Celica VI pero con tracción a las 4 ruedas, con un motor turbo de 242 CV.
Podemos disfrutar del Celica VI en versiones 1.8ST, 2.0GT, ST205 GT-Four (Motor 3S-GTE, AWD y 242 CV) y una versión CABRIO.
Según el país, cambiaba el tipo de motor de cilindradas que iban desde 1.8 a 2.2 litros. (ST202, ST203, ST204 y ST205)

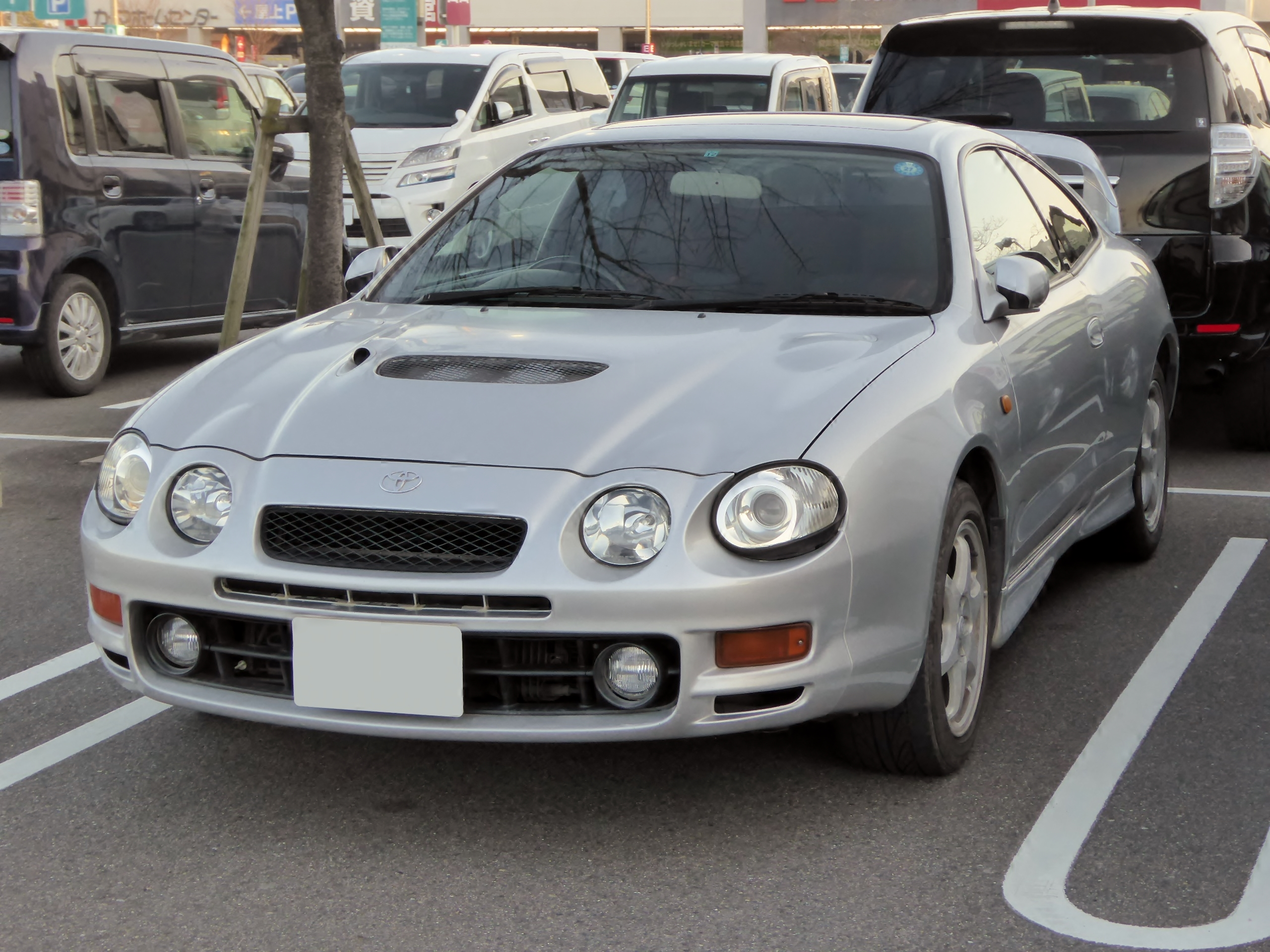
Celica GT-Four Frontal.
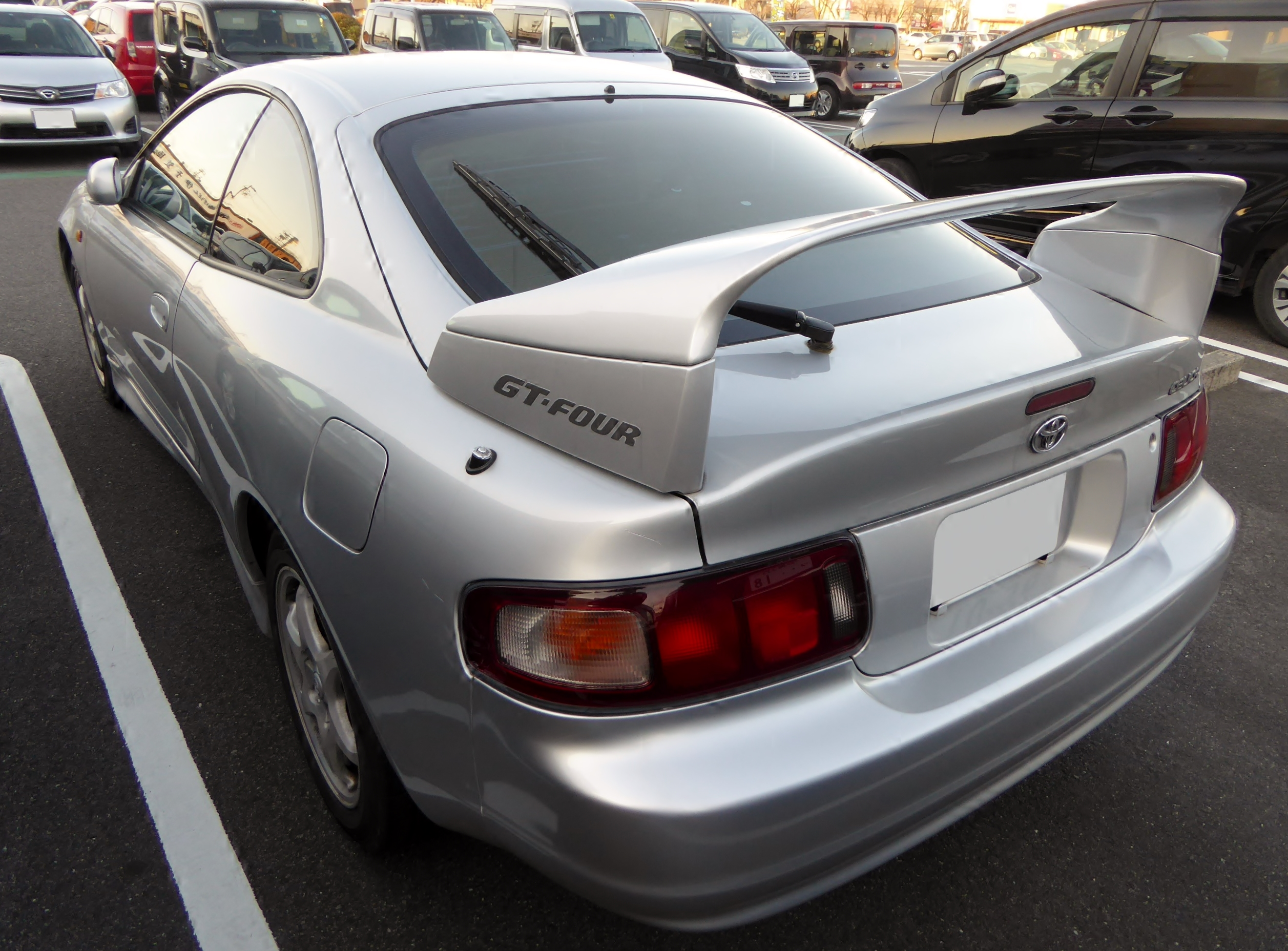
Celica GT-Four trasera.

## Séptima generación (T230, 1999-2006)
Para el año 1999, el Celica volvió de nuevo a sus raíces de coche de prestaciones deportivas. Era su séptima generación, con un diseño más afilado, mejores prestaciones y una actitud más agresiva. La versión GTS estaba equipada con un motor 2ZZ-GE de 1.8 litros completamente nuevo, cuatro cilindros VVTL-I que producía 192cv de potencia a 7.600 RPM en la versión japonesa y europea y 180cv en la versión americana. La versión GT estaba equipada con un motor 1zz-FE de 1.8 litros, cuatro cilindros VVT-I que producía 143cv de potencia a 6.400 RPM.
En el 2002 salió una edición limitada llamada TRD Sports M con 1200 unidades en todo el mundo y estaba equipado con un motor 2ZZ-GE con 200cv y también contaba con varios extras como re-mapeo de ECU, suspensión super strut, short shifter, bloqueo de diferencial (LSD), body kit único, chasis reforzado e interior único.

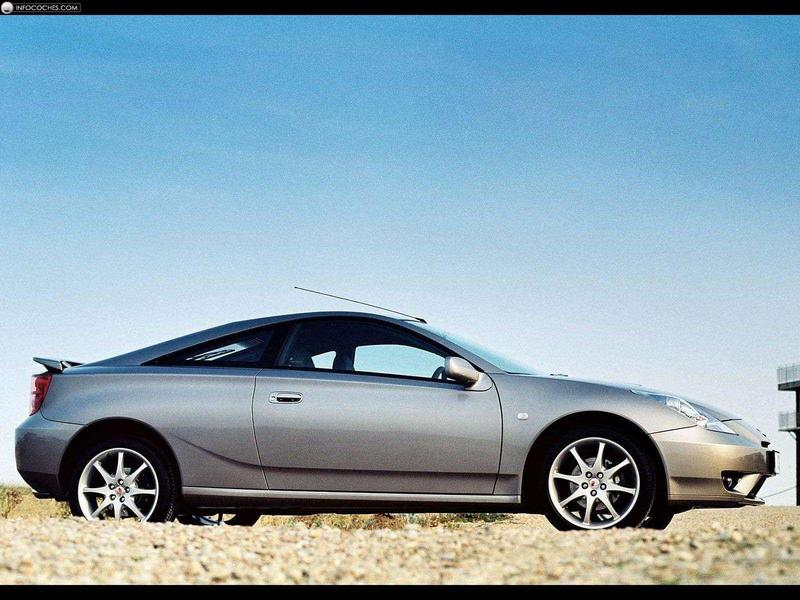
Rediseño de 2003

## Línea del tiempo
1970 - Presentación de los modelos Celica  LT, ST, GT
1972 - Celica presentó el modelo GTII, primera participación en un rally del mundial (WRC) el Rally de Gran Bretaña.
1974 - Se introduce en Japón la versión Liftback.
1976 - El Celica gana el Motor Trend Motor Trend Car of the Year (Auto Importado del Año)
1977 - El modelo alcanzó el 1.000.000 producido en el mes de junio.
1978 - Segunda generación Celica gana el Motor Trend Motor Trend Car of the Year (Auto Importado del Año).
1979 - Introducido el SunChaser semi-convertible.
1981 - La producción de SunChaser terminada.
1982 - Tercera generación introducida.
1985 - 4248 convertibles producidos este año.
1986 - Cuarta generación; tracción delantera, se introdujo a finales de 1985, seguido por GT-Four en octubre de 1986
1987 - Introducida una nueva generación de convertibles.
1988 - All-Trac/GT-Four modelo para la exportación.
1990 - Quinta generación introducida. El español Carlos Sainz con el GT-Four ST165 se convirtió en campeón mundial de rallies (WRC).
1992 - Carlos Sainz ganó su segundo título mundial con la GT-Four ST185.
1993 - Último año de la GT-S, Todos los Turbo-trac. Juha Kankkunen ganó su cuarto título mundial, con el modelo GT-Four ST185.
1993 - Sexta generación introducida. Didier Auriol ganó el título con el GT-Four ST185.
1995 - Producción de la nueva generación de convertibles.
1999 - Se introduce la séptima generación de Celica.
2003 - Lavado de cara de la séptima generación de Celica.
2006 - Toyota puso fin a la producción con la séptima generación de Celica.

## Competición

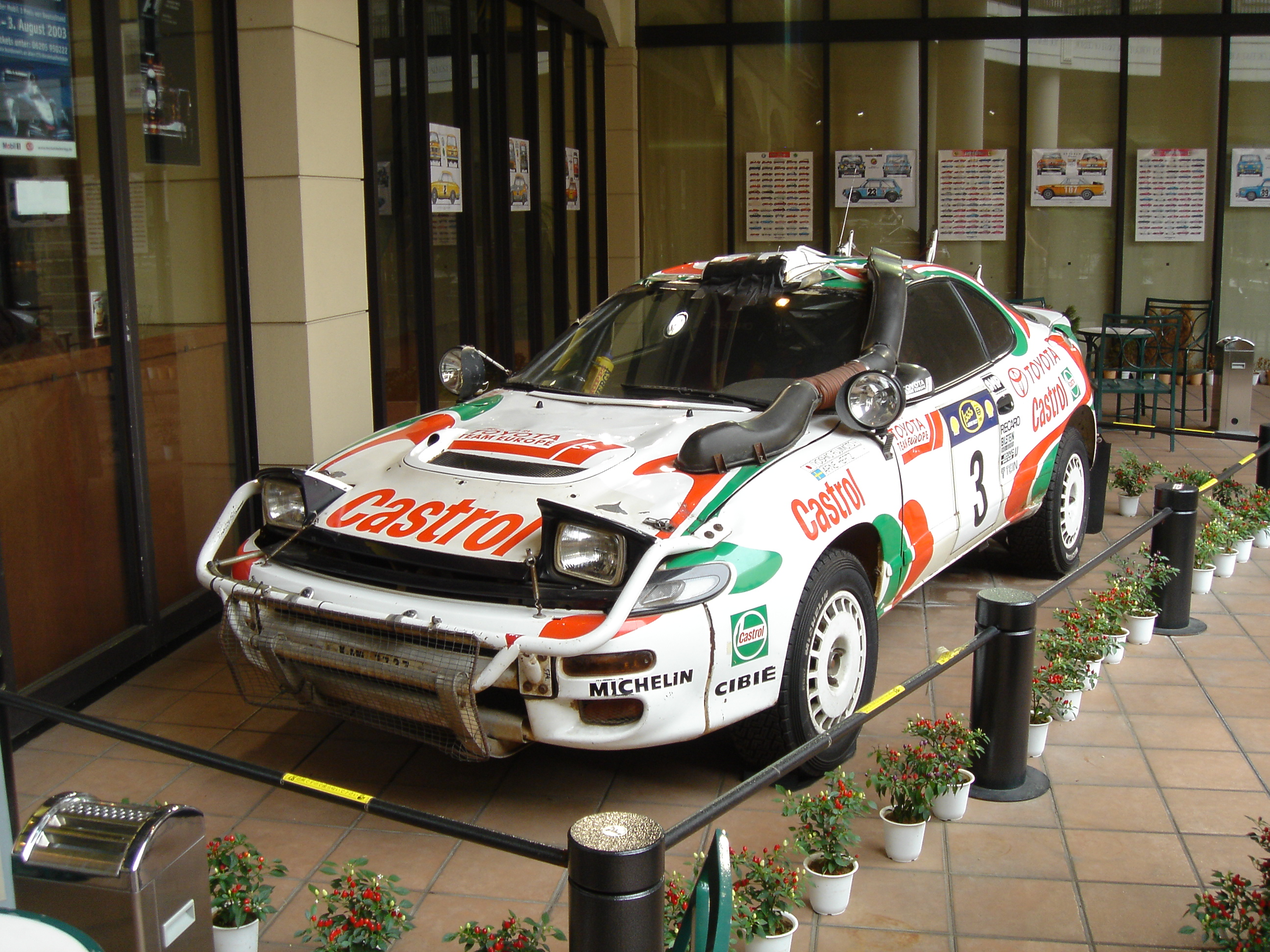
Celica GT-4 ganador del Rally Safari de 1995.

- Primer intento en el WRC (participación en el Rally RAC) (1972)
  - Toyota inscribió un 2T-G Celica en su primera e histórica participación en un evento del Campeonato Mundial de Rally (WRC). El Celica ofreció un rendimiento fantástico, finalizando noveno en la clasificación general y ganador de su clase (1300cc-1600cc).
- Toyota da el golpe en el mundo del rally (1984)
  - El Celica Twin Cam Turbo gana en su estreno en el Rally Safari, y termina cuarto en la categoría de constructores del WRC. Toyota revalida su título en las categorías de constructores y pilotos del Campeonato de Cross de Estados Unidos (MTEG).
- Toyota se destapa en el mundo del rally. Primer intento en Le Mans (1985).
  - El Celica GTU (modificado a 4T-GT) participa en el IMSA (quinta ronda en Monterrey). El Celica Twin Cam Turbo gana los rallies africanos Safari y Costa de Marfil del WRC. El Toyota TOM's 85C-L participa en las 24 Horas de Le Mans, y termina en 12.º lugar.
- El Celica Twin Cam Turbo gana su tercer Safari consecutivo (1986).
- Campeón del mundo de Rally años 1990 y 1992, de la mano del piloto español Carlos Sainz.
- Primera victoria en la Clase GTU (2003). 
  - El Celica Turbo (modificado a 18R-G ) logró su primera victoria en Clase GTU en el Campeonato de la IMSA (International Motor Sports Association), para después lograr el Campeonato de Cross de Estados Unidos (MTEG) tanto en la categoría de constructores como en la de pilotos.

Existe una versión del Toyota Celica 6G que montaba un motor central de 900cv preparado para la carrera de Pikes Peak y mantuvo el récord durante 13 años 10:04:54 conducido por el maestro Rod Millen hasta 2007 cuando fue superado por un Suzuki XL7. La carrera de Pikes Peak se desarrolla en un camino con superficies pavimentadas y de gravilla de 19.983 metros de longitud y 156 curvas. La salida se ubica a 2.866 metros sobre el nivel del mar y la llegada a 4.301 metros, lo que implica un desnivel de 1.435 metros equivalentes a una pendiente promedio de 7%. El récord de tiempo oficial es de 9'51.278, logrado en la edición 2011 por el piloto japonés Nobuhiro "Monster" Tajima al mando de un Suzuki XS4 de 910HP de potencia, rompiendo su propio récord logrado en el 2007.